# Josh Hamilton (actor)
Joshua Cole Hamilton (nacido el 9 de junio de 1969) es un actor estadounidense. Recibió una nominación al Independent Spirit Award al mejor actor de reparto por su actuación en la exitosa película independiente Eighth Grade.

## Primeros años y carrera
Hamilton nació en la ciudad de Nueva York, hijo de los actores Sandra Kingsbury y Dan Hamilton. Su ex madrastra fue la actriz Stephanie Braxton.
Sus créditos en Broadway incluyen La prueba y The Coast of Utopia (2007, Lincoln Center). Hamilton actuó en El jardín de los cerezos en la Academia de Música de Brooklyn en enero y febrero de 2009, junto a Ethan Hawke, quien fue su coprotagonista en la película Alive de 1993. En noviembre de 2010, se anunció que tanto Hamilton (Tom) como Dane Cook (Carter) protagonizarían Fat Pig de Neil Laute. Esto marcó el debut como director de Broadway de Laute. En 2011, Hamilton interpretó a Torvald en Casa de muñecas de Henrik Ibsen en el Festival de Teatro de Williamstown. Hamilton también ha actuado en Selected Shorts de PRI, leyendo la historia de Neil Gaiman "The Thing About Cassandra". A finales de 2012, apareció en Broadway en la nueva comedia de corta duración Dead Accounts de Theresa Rebeck, protagonizada por Katie Holmes y Norbert Leo Butz.

## Filmografía

### Películas
| Año  | Título                             | Papel                              | Notas                           |
| ---- | ---------------------------------- | ---------------------------------- | ------------------------------- |
| 1977 | A Good Dissonance Like a Man       | Charles joven                      | Acreditado como Joshua Hamilton |
| 1984 | Old Enough                         | Timothy                            |                                 |
| 1984 | Firstborn                          | Brad                               |                                 |
| 1988 | Otra mujer                         | Novio de Laura                     |                                 |
| 1993 | ¡Viven!                            | Roberto Canessa                    |                                 |
| 1994 | With Honors                        | Jeffrey Hawks                      |                                 |
| 1994 | Straight to One                    | Jim Green                          | Cortometraje                    |
| 1995 | Kicking and Screaming              | Grover                             |                                 |
| 1996 | The Propietor                      | William O'Hara                     |                                 |
| 1997 | The House of Yes                   | Marty Pascal                       |                                 |
| 1997 | Drive, She Said                    | Tass Richards                      |                                 |
| 1998 | Chocolate for Breakfast            |                                    |                                 |
| 1999 | Freak Talks About Sex              | David Keenan                       |                                 |
| 2000 | Urbania                            | Matt                               |                                 |
| 2001 | Landfall                           | Erik Miller                        |                                 |
| 2002 | On Line                            | John Roth                          |                                 |
| 2002 | Ice Age                            | Dodo / Aardvark                    | Voz                             |
| 2002 | The Bourne Identity                | Técnico #2                         |                                 |
| 2002 | West of Here                       | Gilbert "Gil" Blackwell            |                                 |
| 2002 | Stella Shorts 1998–2002            | Cousin Greg                        | Directo a video                 |
| 2005 | Dumped!                            | Siegel                             |                                 |
| 2005 | The F Word                         | Joe Pace                           |                                 |
| 2005 | Robin's Big Date                   | Tony                               | Cortometraje                    |
| 2005 | Sorry, Haters                      | Man                                | Sin acreditar                   |
| 2005 | Escape Artists                     | Billy Bane                         |                                 |
| 2005 | Homecoming                         | Barry Griffith                     |                                 |
| 2006 | Diggers                            | Cons                               |                                 |
| 2006 | Outsourced                         | Todd Anderson                      |                                 |
| 2007 | Broken English                     | Charlie Ross                       |                                 |
| 2007 | Neal Cassady                       | Crook Sherman                      |                                 |
| 2007 | The Last New Yorker                | Zach                               |                                 |
| 2009 | Alexander the Last                 | Playwright                         |                                 |
| 2009 | Away We Go                         | Roderick                           |                                 |
| 2010 | Ten Stories Tall                   | Charlie                            |                                 |
| 2011 | Margaret                           | Victor                             |                                 |
| 2011 | J. Edgar                           | Robert Irwin                       |                                 |
| 2011 | I'm Coming Over                    | Matt Downing                       | Cortometraje                    |
| 2012 | Harry Grows Up                     | Voice of Harry                     | Cortometraje                    |
| 2012 | See Girl Run                       | Graham                             |                                 |
| 2012 | Frances Ha                         | Andy                               |                                 |
| 2012 | The Letter                         | Raymond                            |                                 |
| 2013 | Dark Skies                         | Daniel Barrett                     |                                 |
| 2013 | Bottled Up                         | Becket                             |                                 |
| 2013 | The Wait                           | Sammy's dad                        |                                 |
| 2015 | Experimenter                       | Tom Shannon                        |                                 |
| 2015 | Take Me to the River               | Keith                              |                                 |
| 2016 | Manchester by the Sea              | Wes                                |                                 |
| 2017 | The Meyerowitz Stories             | Amigo de Loretta                   |                                 |
| 2018 | Eighth Grade                       | Mark Day                           |                                 |
| 2018 | Blaze                              | Zee                                |                                 |
| 2020 | Tesla                              | Robert Underwood Johnson           |                                 |
| 2021 | El mapa de los instantes perfectos | Daniel                             |                                 |
| 2021 | False Positive                     | Greg                               |                                 |
| 2021 | A Mouthful of Air                  | Dr. Salzman                        |                                 |
| 2023 | Landscape with Invisible Hand      | Mr. Marsh                          |                                 |
| 2023 | Reality                            | Agente Garrick (Justin C. Garrick) |                                 |

### Televisión
| Año       | Título                            | Papel                      | Notas                                |
| --------- | --------------------------------- | -------------------------- | ------------------------------------ |
| 1983      | The Wilder Summer                 | Willoughby                 | Película                             |
| 1984      | All My Children                   | Philip "Charlie" Brent Jr. | 1 episodio                           |
| 1984      | ABC Afterschool Special           | Swenson                    | Episodio: "Summer Switch"            |
| 1985      | Not My Kid                        | Eddie                      | Película de televisión               |
| 1985      | CBS Schoolbreak Special           | Todd Johnson               | Episodio: "The Exchange Student"     |
| 1986      | Kate & Allie                      | Rick                       | Episodio: "Winning"                  |
| 1987      | The Lawrenceville Stories         | Lovely                     | 3 episodios                          |
| 1989      | A Man Called Hawk                 | Jeffrey Stone              | Episodio: "Hear No Evil"             |
| 1990      | American Playhouse                | Wallace Kirkman            | Episodio: "Women & Wallace"          |
| 1991      | CBS Schoolbreak Special           | Chip Fulton                | Episodio: "Abby, My Love"            |
| 1992      | O Pioneers!                       | Young Carl Linstrum        | Película de televisión               |
| 1996      | Don't Look Back                   | Steve                      | Película de televisión               |
| 1999      | The '60s                          | Michael Herlihy            | Película de televisión               |
| 2000      | Sex and the City                  | George                     | Episodio: "All or Nothing"           |
| 2001–2002 | Third Watch                       | Dr. Thomas                 | 6 episodios                          |
| 2002      | Absolutely Fabulous               | Serge Turtle               | Episodio: "Gay"                      |
| 2003      | The Practice                      | Lawrence Gilbert           | Episodio: "Victims' Rights"          |
| 2006      | Law & Order: Criminal Intent      | Justin Reid                | Episodio: "On Fire"                  |
| 2008      | Law & Order                       | Attorney Reardon           | Episodio: "Rumble"                   |
| 2009      | Delocated                         | Actor Jon                  | Episodio: "Member's Only"            |
| 2010      | Mercy                             | Bill Rotko                 | Episodio: "Wake Up, Bill"            |
| 2010      | Louie                             | Jeff                       | Episodio: "Dogpound"                 |
| 2012      | The Good Wife                     | Judge Edward Serena        | Episodio: "After the Fall"           |
| 2013      | Necessary Roughness               | Paul                       | Episodio: "Hits and Myths"           |
| 2013      | Elementary                        | Drew Gardner               | Episodio: "Déjà Vu All Over Again"   |
| 2013      | American Horror Story: Coven      | Hank Foxx/Henry Renard     | 7 episodios                          |
| 2014      | Gracepoint                        | Joe Miller                 | 10 episodios                         |
| 2014      | Louie                             | Counselor                  | 2 episodios                          |
| 2015      | Madam Secretary                   | Arthur Gilroy              | 5 episodios                          |
| 2017–2020 | Por trece razones                 | Matt Jensen                | 35 episodios                         |
| 2017–2020 | At Home with Amy Sedaris          | Dan / Stieger              | 2 episodios                          |
| 2018      | Sweetbitter                       | Fred                       | 2 episodios                          |
| 2019      | Mrs. Fletcher                     | Ted Fletcher               | 4 episodios                          |
| 2019–2020 | Ray Donovan                       | Kevin Sullivan             | 5 episodios                          |
| 2020      | Law & Order: Special Victims Unit | Trey Harrington            | Episodio: "Eternal Relief from Pain" |
| 2020      | This Is Us                        | Dr. Mason                  | Episodio: "Strangers: Part Two"      |
| 2020      | Mrs. America                      | William Ruckelshaus        | Episodio: "Jill"                     |
| 2020      | Bull                              | Mr. Westbury               | Episodio: "My Corona"                |
| 2021–2022 | The Walking Dead                  | Lance Hornsby              | 15 episodios                         |
| 2022      | Ray Donovan: The Movie            | Kevin Sullivan             | Película de televisión               |
| 2022      | The Last Movie Stars              | George Roy Hill            | 6 episodios                          |